# Taszár
Taszár ist eine ungarische Gemeinde im Kreis Kaposvár im Komitat Somogy.

## Geografische Lage
Taszár liegt neun Kilometer nordöstlich des Komitatssitzes und der Kreisstadt Kaposvár an dem kleinen Fluss Taszári-árok. Nachbargemeinden sind Orci, Zimány, Fonó, Baté, Kaposhomok und Sántos.

## Geschichte
Im Jahr 1913 gab es in der damaligen Kleingemeinde 114 Häuser und 788 Einwohner auf einer Fläche von 2834 Katastraljochen. Sie gehörte zu dieser Zeit zum Bezirk Kaposvár im Komitat Somogy.

## Infrastruktur
In Taszár gibt es Kindergarten, Grundschule, Bücherei, Bürgermeisteramt, eine römisch-katholische Kirche sowie mehrere Sportvereine. Nordöstlich des Ortes befindet sich der geschlossene Militärflugplatz Taszár.

## Gemeindepartnerschaften
- Okučani, Kroatien
- Wolfern, Österreich

## Söhne und Töchter der Gemeinde
- László Kiss (* 1956), Fußballspieler und -trainer

## Sehenswürdigkeiten
- Gagarin-Büste, erschaffen 1971 von József Ispánki
- Heimatgeschichtliches und Flugzeugmuseum (Helytörténeti és Repülő Múzeum)
- Nepomuki-Szent-János-Statue (Nepomuki Szent János szobor)
- Römisch-katholische Kirche Magyarok Nagyasszonya, 1738 erbaut und 1782 erweitert (Barock)
- Szent-György-Statue aus dem Jahr 1881
- Szentháromság-Säule

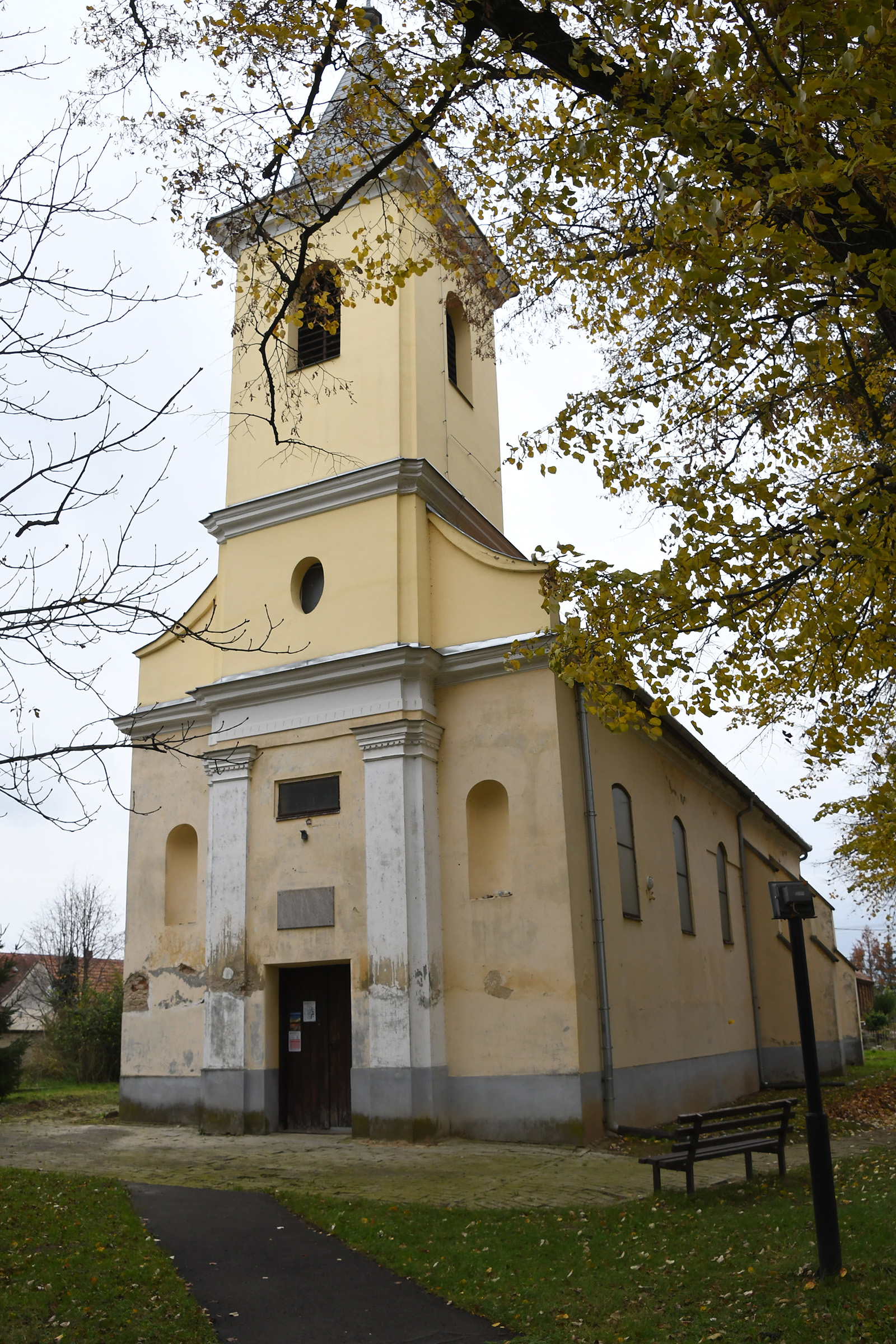
Römisch-katholische Kirche Magyarok Nagyasszonya
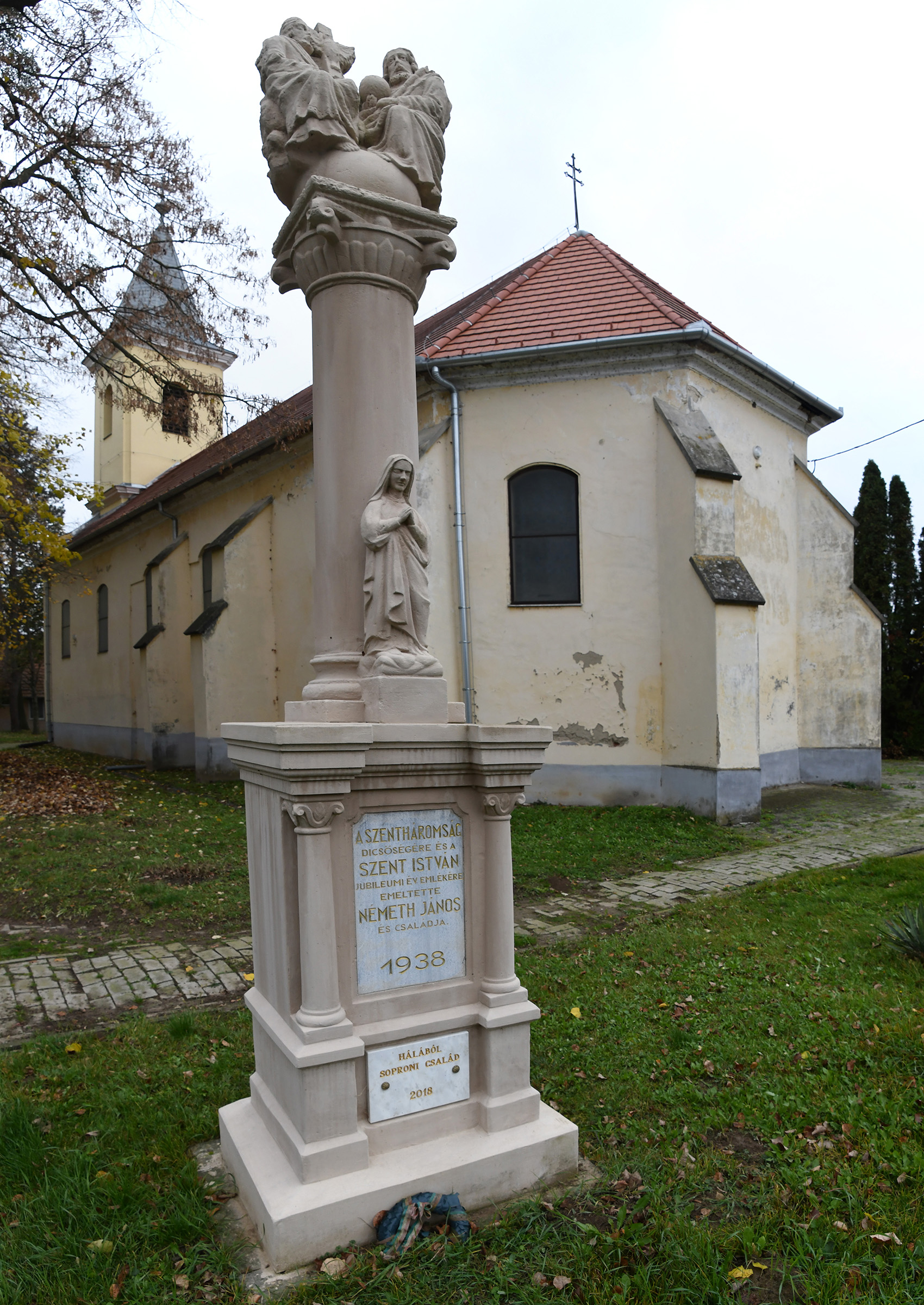
Szentháromság-Säule
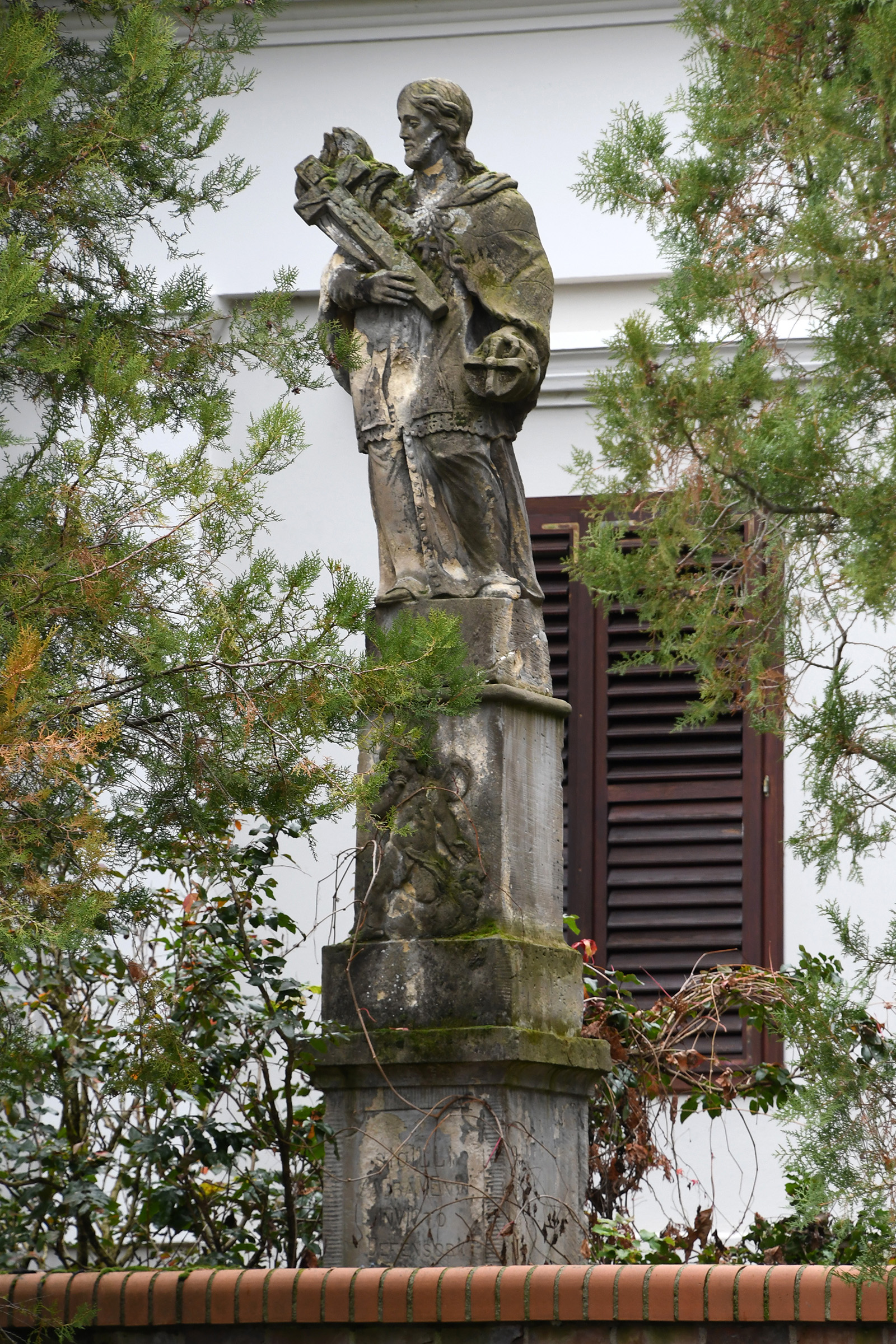
Nepomuki-Szent-János-Statue
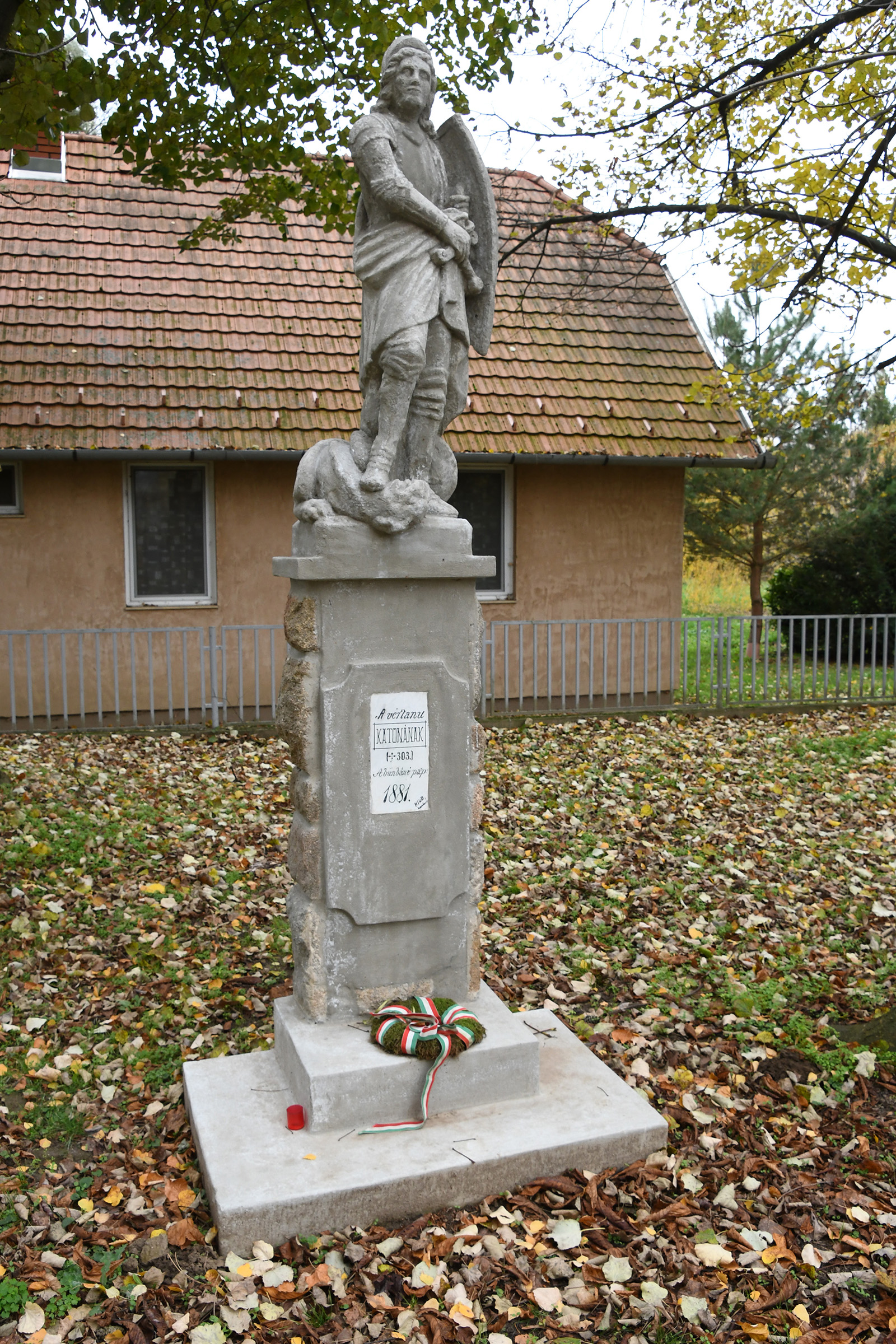
Szent-György-Statue
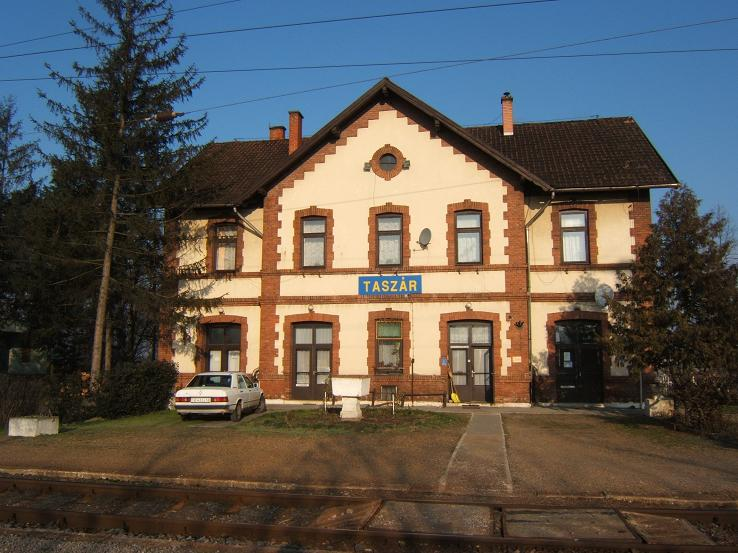
Bahnhof Taszár (2010)
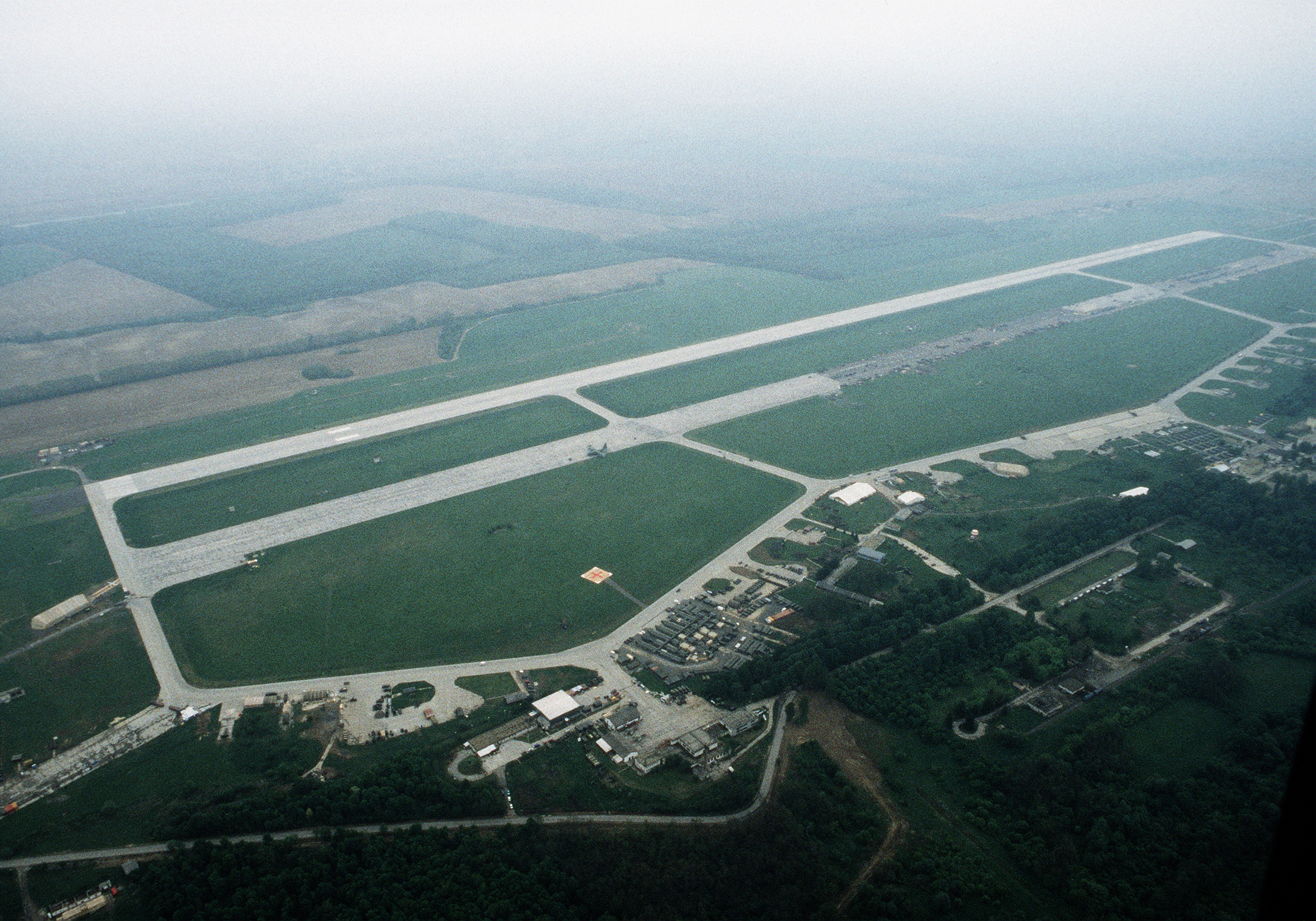
Blick auf den Militärflugplatz

## Verkehr
Am südlichen Rand von Taszár verläuft die Hauptstraße Nr. 61. Der südwestlich der Gemeinde
gelegene Bahnhof ist angebunden an die Eisenbahnstrecke von Dombóvár nach Gyékényes.